# Direct Media Interface
Direct Media Interface, скор. DMI — послідовна шина, розроблена фірмою Intel для з'єднання південного моста (ICH) материнської плати з північним (MCH або GMCH). Вперше DMI використана в чипсетах сімейства Intel 915 з південним мостом ICH6 в 2004 році. Серверні чипсети використовують схожий інтерфейс, званий Enterprise Southbridge Interface (ESI).

## DMI першого покоління
Пропускна здатність шини DMI першого покоління становить 2 ГБ /сек, що значно вище, ніж пропускна здатність шини Hub Link (266 МБ /сек), яка використовується для зв'язку між північним і південним мостами в чипсетах Intel 815/845/848/850/865/875. Разом з цим, смуга пропускання 2 ГБ/сек (по 1 ГБ/сек в кожному напрямку) ділиться з іншими пристроями (наприклад, PCI Express x1, PCI, HD Audio, жорсткі диски), так що фактично її ширина менше.
У материнських платах для процесорів з роз'ємом LGA 1156 (тобто для Core i3, Core i5 і деяких серій Core i7  і Xeon) і з вбудованим контролером пам'яті, DMI використовується для під'єднання чипсета (PCH) безпосередньо до процесора. (Процесори серії Core i7 для LGA 1366 під'єднується до чипсету через шину QPI.)
DMI є пропрієтарною технологією Intel. У 2009 році Intel відмовилася ліцензувати шину DMI фірмі Nvidia. Оскільки підтримка DMI вбудована в процесори з ядрами Lynnfield і Clarkdale для роз'єму LGA 1156 і використовується для під'єднання до чипсету, Nvidia фактично втратила право виробляти чипсети для більшої частини нових процесорів Intel.

## DMI 2.0
У 2011 році було представлено друге покоління інтерфейсу, DMI 2.0, в якому швидкість передачі даних збільшилася в 2 рази, до 2 ГБ/с в кожну сторону по DMI 2.0 на базі 4 ліній. Даний варіант використовувався для з'єднання центральних процесорів Intel 2011-2015 років з мікросхемою Platform Controller Hub (PCH), частково замінила набір з південного і північного мостів.

## DMI 3.0
DMI 3.0 був представлений в серпні 2015. У третьому поколінні швидкість обмінів була збільшена до 8 GT/s (гігатранзакцій в секунду) на кожній лінії. Інтерфейс з 4 лініями дозволяє передавати дані зі швидкістю до 3,93 ГБ/с між процесором і PCH. Використовується в процесорах з мікроархітектурою Skylake (варіанти з 2 чипами) та чипсетах Intel серії 100, наприклад Z170.